# Mercedes-Benz Conecto G
Mercedes-Benz Conecto G (MB O345G) je oznaka sodobnega zgibnega nizkopodnega mestnega avtobusa, ki ga izdeluje podjetje EvoBus GmbH v Turčiji. Poganja ga motor emisijskega razreda EURO 5, nameščen v prikolici vozila. Ta motor je glede onesnaževanja okolja primerljiv s hibridnim, a je bistveno cenejši.

## Tehnični podatki
- Moč motorja: 260 kW
- Prostornina motorja: 11967 cm3
- Dolžina: 17940 mm
- Širina: 2550 mm
- Višina: 3200 mm
- Teža vozila: 16766 kg
- Št. sedežev: 35 + 1
- Št. stojišč: 103
- Št. osi: 3